# Мрочек-Дроздовский, Пётр Николаевич
Пётр Никола́евич (Мро́чек-)Дроздовский (1848—1930) — историк русского права, заслуженный профессор Московского университета.

## Биография
Происходил из дворян Смоленской губернии — сын статского советника, чиновника губернского правления. 
Родился 9 (21) января 1848 года. Окончил Смоленскую гимназию (1866) и юридический факультет Московского университета (1870) со степенью кандидата прав. Был оставлен при университете для подготовки к профессуре под руководством И. Д. Беляева. 
С 1875 года читал в Московском университете государственное право. В октябре 1876 года за диссертацию на тему: «Областное управление России XVIII века до Учреждения о губерниях 7 ноября 1775 года: Историко-юридическое исследование. Областное управление эпохи первого учреждения губерний» получил степень магистра государственного права и в ноябре был назначен доцентом кафедры государственного права. С октября 1877 года — доцент кафедры русского права, на которой преподавал почти 25 лет.
В 1881 году защитил докторскую диссертацию на тему: «Исследования о Русской Правде: Опыт исследования источников по вопросу о деньгах Русской Правды» и в мае стал ординарным профессором университета.
В ноябре 1901 года утвержден в звании заслуженного профессора. В марте 1902 года по выслуге 30 лет вышел в отставку согласно прошению.
Умер в 1930 году. Похоронен на Ваганьковском кладбище; могила утрачена.

## Научные взгляды
Сферу научных интересов П. Н. Мрочек-Дроздовского составляли проблемы истории русского права. Он представитель описательной историографии: в его работах дается простое описание фактов и событий в их хронологической последовательности. Исследования П. Н. Мрочек-Дроздовского содержат ценный исторический материал, при этом его исторические оценки могут быть неточными и дискуссионными.
В трудах П. Н. Мрочек-Дроздовского говорится, что государство в Древней Руси появилось одновременно с варягами и в своем развитии прошло три периода: нормандский, киевский и владимирско-московский. Соответственно и «Русская Правда» является не чем иным, как византийскими законами, адаптированными к специфике русского быта.
Существование особого варяжского периода в развитии древнего русского государства П. Н. Мрочек-Дроздовский связывает с княжением Рюрика и его преемников вплоть до Святослава и мотивирует это тем, что всем князьям этого периода были чужды интересы славянского народа. Они вели постоянные войны в целях личной наживы, обогащения и они и не были правителями, государями в нашем смысле слова, при первой же возможности меняли место пребывания. Князь Олег покинул Новгород, а Святослав хотел перенести свою столицу в Болгарию.
По мнению П. Н. Мрочек-Дроздовского возникновение древнерусского права («Русской правды») сложилось под влиянием византийского права. Он допускает два возможных пути такого воздействия: либо византийские законы, будучи не приспособленными к русской жизни, вызвали потребности в односторонних определениях, основанных на обычном праве, либо из византийского права делались прямые заимствования, которые затем видоизменялись под влиянием русского государства. Однако, им здесь не учитывается известный исторический факт о существовании права у Киевской Руси задолго до появления «Русской Правды», тем самым такое высказывание имеет определённые противоречия. В частности, в договоре Олега с Византией делается ссылка на закон русский, который, следовательно, быть создан значительно раньше, чем славяне могли познакомиться с византийским правом.

## Основные работы
- Областное управление России XVIII века до учреждения о губерниях 7 ноября 1775 года: Историко-юридическое исследование. Областное управление эпохи первого учреждения губерний: (1708—1719 г.) Ч. 1. — М.: Унив. тип. (Катков), 1876. — 359 с.
- История русского права. — Москва, 1878, 1883, 1892
- История русского права как предмет университетского преподавания, 1878
- Исследования о Русской Правде. Вып. 1-2. Вып. 1: Опыт исследования источников по вопросу о деньгах Русской Правды. — 1881; Вып. 2: Текст Русской Правды с объяснениями отдельных слов. — 1885; Приложения ко второму выпуску. — 1886. — М.: Моск. ун-т, 1881. — 813 с.
- Главнейшие памятники русского права эпохи местных законов, 1884
- Лекции по истории русского права. — Москва, 1884
- Курс истории русского права. — Москва, 1890
- Толкования Русской Правды. — Москва , 1890
- Судебники. — Москва, 1892
- Обозрение некоторых памятников древнерусского права. — Москва, 1892
- О древнерусской дружине по былинам. — Москва, 1897
- Старшая дружина на службе Московских государей, 1899
- Новое издание Русской Правды. — Москва, 1905
- Материалы для Словаря правовых и бытовых древностей по русскому праву. — Москва, 1910